# Gardo
Gardo (in somalo Qardho, in passato italianizzata Gardò), è una città della Somalia situata nella regione di Bari. È capoluogo del distretto omonimo.